# Cetatea Aarburg

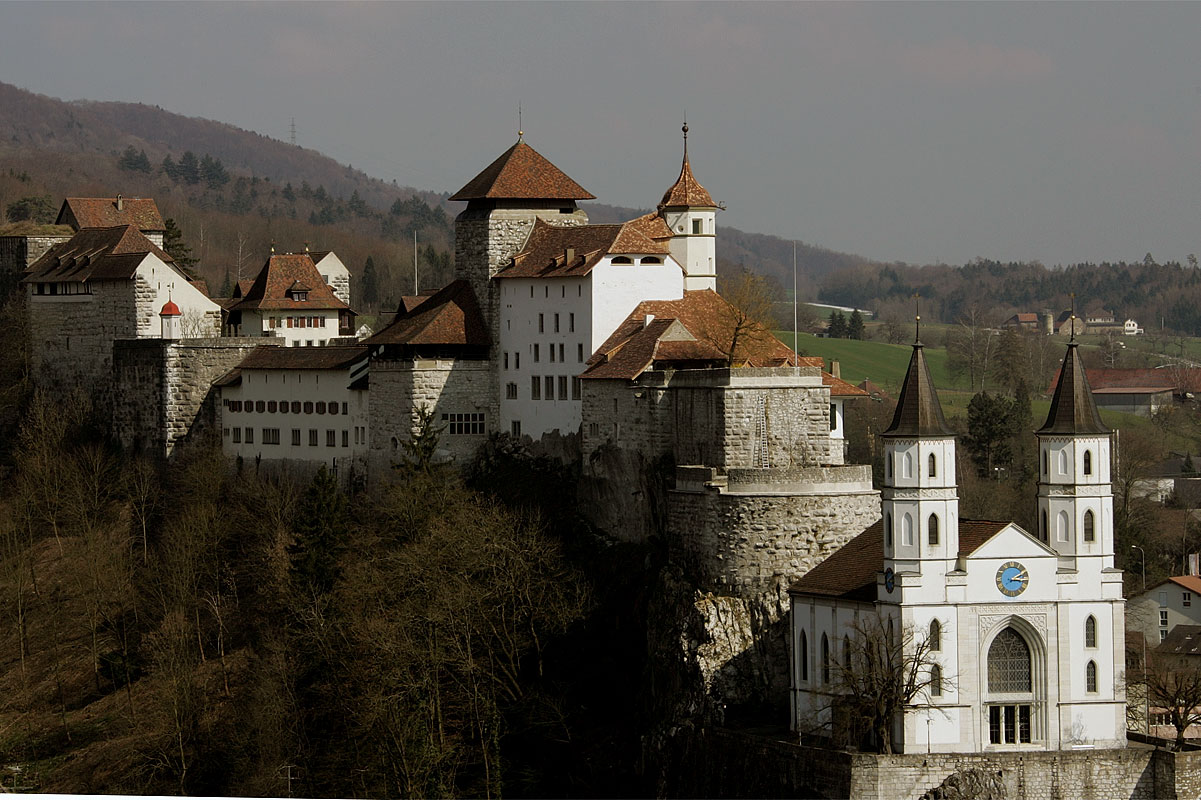
Cetatea Aarburg

Cetatea Aarburg este o fortăreață puternică din punct de vedere strategic, ea este amplasată în sud-vestul cantonului Aargau, Elveția. Cetatea se află pe o stâncă cu pereți verticali, deasupra orășelului Aarburg. In evul mediu era rezidența autoritților orașului (Landvogt) și de aici se putea controla defileul îngust al văii.
In prezent face parte din patrimoniul național al Elveției, fiind folosit ca și loc de detenție pentru tinerii infractori.